# California Gurls
A California Gurls Katy Perry amerikai énekesnő electropop stílusú dala és első kislemeze Teenage Dream című albumáról. A dalban közreműködik Snoop Dogg, producere Dr. Luke, Max Martin valamint Benny Blanco volt. Perry szavaival élve ez egy „válaszdal” az Empire State of Mind-ra. Eredetileg mainstream és a ritmikus rádiós játszásra jelent volna meg 2010. május 25-én, azonban miután kiszivárgott néhány felvétel a lemezről, a kiadó 2010. május 7-én elküldte a rádióknak a kislemezt. A dal 6 héten keresztül vezette a Billboard Hot 100 listát, így ez lett Perry második amerikai No.1 kislemeze. Több mint 10 országban lett szintén első, többek között az Egyesült Királyságban, Kanadában, Ausztráliában, Skóciában, Írországban valamint Új-Zélandon.

## Háttér
Egy Rolling Stone fotózás során 2010 áprilisában Perry elárult néhány részletet egy dalról, melynek a címe "California Gurls", állítólagos válaszként Jay-Z "Empire State of Mind" című dalára: 
"Nagyszerű, hogy az 'Empire State of Mind' ilyen nagy siker és hogy mindenkinek vagy egy New York dala, de a francba már... mi van Los Angeles-szel? És Kaliforniával? Alig egy pár perce van egy kaliforniai dalunk, ráadásul egy lány szemszögével. A 90-es évek house zenei és Prince referenciáit vettük alapul, amelyek mindig megállják helyüket."
A dal eleinte "California Girls" néven futott, Perry később managere kérésére változtatta "California Gurls"-re, mintegy emléket állítva a "September Gurls" című Big Star dalnak, az együttes ugyanis éppen ekkor vesztette el egyik tagját. Miután a dal kiszivárgott interneten, a kiadó úgy döntött, hogy korábban adja ki; 2010. május 25. helyett 2010. május 7-én, ezt az énekesnő frissen felújított honlapján tették közzé. A kislemez borítója szintén megjelent, melyen Perry a tengerparti homokon fekszik, kék hajjal valamint ékszerekkel kirakott bikiniben.
Az énekesnő a Wikipédián keresett rappert, hogy közreműködjön vele; nyugati-parti előadókat keresett, mielőtt kiválasztotta volna Snoop Dogg-ot.

## Videóklip

Katy Perry a videóklipben, amint éppen támadást indít Snoop Dogg ellen.

A videót, - melynek rendezője Matthew Cullen volt -  Will Cotton munkássága inspirálta, aki a művészeti rendezője volt a klipnek. A koreográfiát Laurieann Gibson dolgozta ki a videóhoz. A forgatás 2010. május 14-én kezdődött, premierje 2010. június 15-én volt. Perry egy, az MTV-nek adott interjú során elmondta, miért választotta a cukorka témát a strand helyett:

„Ez tipikusan olyan videó, amit akkor nézel amikor van valami rágcsálnivalód... Olyan ennivaló. Elneveztük Candyforniának, így ez egy egészen más világ. Ez nem az »Ó menjünk a strandra, bulizzunk és forgassunk videót!« Sokkal inkább: »Legyünk kaliforniai csajok egy másik világban!«”

A videóban Perry része a Candyfornia nevű játéknak, ami pókerre és egyéb társasjátékokra épül. A kellékeket a 2010-es Alice Csodaországban film, a Charlie és a csokigyár és a Candy Land nevű társasjáték ihlette, kiegészítve mignonokkal, jégkrémmel, vattacukorral és nyalókával.

## Élő előadás
Perry előadta a dalt 2010. május 20-án a CW network éves hirdetési főszezonjának bemutatóján, és a 2010-es MTV Movie Awards-on június 6-án, Snoop Dogg-al. Előadta továbbá 2010. június 12-én a Le Grand Journal-ban, valamint a MuchMusic Video Awards-on 2010. június 20-án. Az Egyesült Királyságban Snoop Dogg nélkül adta elő a The Graham Norton Show-ban, 2010. június 28-án.

## A kislemez dalai
Letöltés
1. "California Gurls" (közreműködik Snoop Dogg) – 3:56

Kislemez
1. "California Gurls" (közreműködik Snoop Dogg) – 3:56
2. "Hot n Cold" (közreműködik Yelle ) (remix) – 4:07

Rádiós remixek
1. "California Gurls" (közreműködik Snoop Dogg) (Armand Van Helden Mix) – 5:48
2. "California Gurls" (közreműködik Snoop Dogg) (Armand Van Helden Dub) – 4:55
3. "California Gurls" (közreműködik Snoop Dogg) (Innerpartysystem Remix Main) – 4:27
4. "California Gurls" (közreműködik Snoop Dogg) (Innerpartysystem Remix Radio) – 3:40
5. "California Gurls" (közreműködik Snoop Dogg) (Manhattan Clique Extended Edit Main) – 4:44
6. "California Gurls" (közreműködik Snoop Dogg) (Manhattan Clique Edit Main) – 3:42
7. "California Gurls" (közreműködik Snoop Dogg) (MSTRKRFT Remix Main) – 3:59
8. "California Gurls" (közreműködik Snoop Dogg) (MSTRKRFT Remix Radio) – 3:28
9. "California Gurls" (közreműködik Snoop Dogg) (Passion Pit Remix Main) – 4:23
10. "California Gurls" (közreműködik Snoop Dogg) (Passion Pit Remix Radio) – 3:11

## Ranglisták és elismerések
| Lista (2010)                      | Helyezés |
| --------------------------------- | -------- |
| Ausztrál kislemezlista            | 1        |
| Osztrák kislemezlista             | 3        |
| Belga kislemezlista (Flandria)    | 6        |
| Belga kislemezlista (Vallónia)    | 3        |
| Bolgár kislemezlista              | 5        |
| Kanadai kislemezlista             | 1        |
| Cseh kislemezlista                | 8        |
| Dán kislemezlista                 | 5        |
| Holland kislemezlista             | 2        |
| Európai Hot 100                   | 1        |
| Finland                           | 2        |
| Francia kislemezlista             | 5        |
| Német kislemezlista               | 3        |
| Mahasz Rádiós Top 40              | 1        |
| Ír kislemezlista                  | 1        |
| Olasz kislemezlista               | 3        |
| Új-Zélandi kislemezlista          | 1        |
| Norvég kislemezlista              | 5        |
| Lengyel kislemezlista             | 1        |
| Román kislemezlista               | 30       |
| Orosz kislemezlista               | 1        |
| Scotland                          | 1        |
| Szlovák kislemezlista             | 2        |
| Spanyol kislemezlista             | 17       |
| Svéd kislemezlista                | 8        |
| Svájci kislemezlista              | 4        |
| Brit kislemezlista                | 1        |
| Billboard Hot 100                 | 1        |
| Hot Dance Club Play               | 1        |
| Billboard Pop dalok               | 1        |
| Billboard Hot Adult Top 40 Tracks | 1        |

| Country            | Elismerés       |
| ------------------ | --------------- |
| Ausztrália         | 2x platinalemez |
| Kanada             | platinalemez    |
| Új-Zéland          | platinalemez    |
| Egyesült Királyság | ezüstlemez      |

## Megjelenés
| Ország             | Dátum            | Formátum                              |
| ------------------ | ---------------- | ------------------------------------- |
| Egyesült Államok   | 2010. május 7.   | Mainstream és ritmikus rádiós játszás |
| Világszerte        | 2010. május 11.  | iTunes Store megjelenés               |
| Németország        | 2010. június 11. | Kislemez                              |
| Egyesült Királyság | 2010. június 20. | Kislemez, 7"                          |

## Vita a dal körül
A The Beach Boys perrel fenyegetőzött Snoop Dogg egyik a dalban szereplő; 'I wish they could all be California Girls' részlete miatt, ez ugyanis az együttes egyik klasszikussá vált mondata volt. Az album megjelenésekor ezt a szöveget törölték a dalból.

## Fordítás
- Ez a szócikk részben vagy egészben  a   California Gurls című angol Wikipédia-szócikk fordításán alapul.  Az eredeti cikk szerkesztőit annak laptörténete sorolja fel. Ez a jelzés csupán a megfogalmazás eredetét és a szerzői jogokat jelzi, nem szolgál a cikkben szereplő információk forrásmegjelöléseként.